# Conceição e Estoi
Conceição e Estoi (officiellement : União das Freguesias de Conceição e Estoi) est une paroisse portugaise située dans la municipalité de Faro, avec une superficie de 68,4 km² et 8 176 habitants (2011). Sa densité de population est de 119,5 habitants/km². 

## Histoire
Elle a été créée en 2013, dans le cadre d'une réforme administrative nationale, par l'agrégation des anciennes paroisses de Conceição et Estoi et a son siège à Conceição.

## Monuments
- Église de Nossa Senhora da Conceição (en portugais : Igreja Paroquial da Conceição de Faro/Igreja de Nossa Senhora da Conceição) ; édifice religieux de l'époque manuéline classé Monumento de Interesso Público (Monument d'intérêt public)[1]. Associé à la fin de la Renaissance et au XIXe siècle, le plan longitudinal comprend une seule nef et une chapelle principale avec un arc de triomphe et une voûte sur corbeaux. De plus, l'église est connue pour son portail de la fin de la Renaissance, sa façade principale et son clocher néoclassique, ainsi que pour sa sobriété architecturale qui contraste avec la décoration de l'arc de triomphe et la couverture du chœur à voûte étoilée[1].